# 真赤なブーツ
「真赤なブーツ」（まっかなブーツ）は、木の実ナナの楽曲で、20枚目のシングル。1967年5月1日に発売された。規格品番：BS-639。

## 解説
作詞家の橋本淳と、作曲家の筒美京平がコンビを組んだ初期の作品である。
1967年当時音楽界を席巻していた「一人GS」風の編曲だが、本作はまるでイタリア風にも聴こえる音創りが成されている。ト短調である。
本作は発売当時日の目を見なかったが、後に筒美の作品群がオムニバスなどでCD化された際に収録されているケースが多い。
当時あまり売れなかったことに加え、2023年現在人気作であるためオリジナル7インチシングル盤の価格が中古市場やオークション等で高騰する傾向にある。
B面曲『愛のひき潮』の作曲・編曲は井上忠夫。こちらも「一人GS」風の編曲が成されている。ト長調である。
なお、本作のジャケットは2010年4月5日発売の『木の実ナナ 魅惑のシングルコレクション キングレコード編』（規格品番：BRIDGE-150〜151）封入の歌詞カード表紙に用いられた。

## 収録曲
（※原典においては「作詞」が「作詩」と表記されている。）
1. 真赤なブーツ（2分07秒）
作詞:橋本淳／作曲・編曲:筒美京平
2. 愛のひき潮（2分29秒）
作詞:橋本淳／作曲・編曲:井上忠夫

## 収録アルバム
真赤なブーツ
- 筒美京平　ウルトラ・ベスト・トラックス〜60'sレア・トラックス（#9） 1998年3月21日
- ナウなヤングだ！エレキ歌謡でGO!GO!GO! Now EXCITING! 60's JAPANESE GUITAR POP A GO-GO!（DISC-1・#17） 2006年9月21日
- 木の実ナナ 魅惑のシングルコレクション キングレコード編（DISC-2・#14）2010年4月5日
- 筒美京平　GOLDEN HISTORY WAKU WAKUさせて（DISC-1・#1） 2012年12月26日

愛のひき潮
- 木の実ナナ 魅惑のシングルコレクション キングレコード編（DISC-2・#15）2010年4月5日

## 演奏者
- オールスターズ・レオン